# Roger Eriksson (översättare)
Ove Roger Eriksson, född 5 september 1966 i Helsingborg, är en svensk översättare från kinesiska, även verksam under pseudonymen Heshan och namnet Roger Heshan Eriksson.